# Colline du Tombeau
Colline du Tombeau is een plaats in Franchimont in de Belgische gemeente Philippeville waar een Merovingische necropool is opgegraven.

## Beschrijving
De plaats ligt op enkele kilometers van het dorpscentrum van Franchimont. Op die plaats liep vroeger een weg tussen twee dorpen. In Colline du Tombeau werden een tweehonderdtal graven gevonden alsook een klein funerair gebouw. De oudste graven dateren van het midden van de 6e eeuw en de recentste graven van de tweede helft van de 7e eeuw. Alle graven lagen in de richting noordwest - zuidoost. De meeste graven werden uitgegraven in de rotsbodem, maar enkele bestaan uit geplaatste stenen wanden. 
Aan de rand van de necropool lag een klein gebouw van 6,7 op 5,4 meter. In het funerair gebouw werden vijf graven gevonden terwijl een zesde graf tegen de zuidelijke muur lag. Het gebouw en de graven erin hadden dezelfde oriëntatie als de andere graven op de necropool. Het gebouw had geen religieuze functie maar diende om de graven van de plaatselijke aristocratie te herbergen. De graven werden in het verleden geplunderd maar er werden nog enkele fibulae gevonden die wijzen op de rijkdom van de hier begraven personen.
Het einde van de begrafenissen op de necropool van Colline du Tombeau valt samen met het optreden van de heilige Hadelinus van Celles in de streek aan het einde van de 7e eeuw. Dit doet veronderstellen dat zoals op andere plaatsen de doden na de kerstening werden begraven rond de kerk van Franchimont.

## Archeologie
In 1877-1878 werden twee Merovingische necropolen opgegraven in Franchimont door de Société Archéologique de Namur, waarvan die van Colline du Tombeau er een is. Tussen 1968 en 1977 volgde een archeologisch vervolgonderzoek. De vondsten maken deel uit van de collectie van het Musée Archéologique de Namur.